# Rogoźno Wielkopolskie (stacja kolejowa)
Rogoźno Wielkopolskie – stacja kolejowa w Rogoźnie, w województwie wielkopolskim, w Polsce. Według klasyfikacji PKP ma kategorię dworca lokalnego.

## Ruch pasażerski
| Rok  | Wymiana pasażerska na dobę |
| ---- | -------------------------- |
| 2017 | 500-699                    |
| 2022 | 500-699                    |

Dawniej lokalny węzeł komunikacji kolejowej; krzyżowały się tu dawna linia kolejowa 206 (historycznie Inowrocław Rąbinek-Drawski Młyn) i 354 (Poznań POD-Piła Główna). Połączenia pasażerskie odbywają się obecnie wyłącznie na trasie linii nr 354. W latach 2011–2012, na czas remontu linii kolejowej nr 356, funkcjonowało również osobowe połączenie do stacji Wągrowiec.